# Dick Lövgren
Dick Lövgren (nascido Dick August Lövgren, também grafado como: Dick Lövgren, D. Lövgren, Dick Löfgren, ou apenas Lövgren) é um baixista sueco conhecido por ser baixista da banda de metal extremo, Meshuggah.

## Biografia
Dick tem formação acadêmica em música sendo um proeminente músico de Jazz graduado pela Universidade de Música de Gotemburgo em improvisação e composição juntamente com Anders Jormin, contrabaixista sueco de jazz, arranjador e líder de banda que trabalhou com vários artistas de jazz, como Bobo Stenson, Charles Lloyd, Tomasz Stańko, Don Cherry, Elvin Jones, Gilberto Gil, Lee Konitz, Joe Henderson, Kenny Wheeler e Jon Balke. Dick, afirmou que começou a tocar baixo por causa de Cliff Burton, ex-baixista da banda Metallica.
Dick está no Meshuggah desde 2004 e é caracterizado por utilizar a técnica de pick nas estrondosas músicas da banda. Ele já passou por outras bandas como Armaggedon, Last Tribe e Time Requiem.

### Equipamento.
Seu equipamento conta com 4 baixos Warwick Dolphin SN (4- e 5- cordas), 2 baixos, Warwick Infinity (5-cordas, modelo com trastes e sem trastes), 1 baixo Warwick Thumb (6-cordas, sem trastes), 1 baixo Warwick Corvette (5-cordas), 2 baixos Warwick Streamer XL (6-cordas) e um baixo Warwick Stryker.

## Discografia[8]
- 1997 - Various ‎– War Compilation - War Dance 1.
- 1999 - Various ‎– A Guitar Odyssey: A Tribute To Yngwie Malmsteen
- 2000 - Cromlech ‎– The Vulture Tones
- 2002 - Time Requiem - Time Requiem
- 2002 - Last Tribe - Witch Dance ‎
- 2003 - Time Requiem - Unleashed In Japa
- 2003 - Last Tribe - The Uncrowned
- 2006 - Meshuggah - Nothing = ナッシング (リミックス・エディション)
- 2008 - Meshuggah - obZen
- 2010 - Meshuggah - Alive
- 2012 - Meshuggah - I Am Colossus ‎
- 2012 - Meshuggah - Koloss
- 2013 - Anders Björler - Antikythera
- 2014 - Meshuggah - I
- 2014 - Various - Det Ordnar Sig ‎(CD)
- 2016 - Meshuggah - The Violent Sleep Of Reason
- 2016 - Meshuggah - 25 Years Of Musical Deviance
- 2016 - Cromlech - Rehearsal 2016 ‎